# Semidonta biloba
Semidonta biloba är en fjärilsart som beskrevs av Charles Oberthür 1880. Semidonta biloba ingår i släktet Semidonta och familjen tandspinnare. Inga underarter finns listade i Catalogue of Life.